# Фінал Кубка володарів кубків 1978
Фінал Кубка володарів кубків 1978 — футбольний матч для визначення володаря Кубка володарів кубків УЄФА сезону 1977/78, 18-й фінал змагання між володарями національних кубків країн Європи. 
Матч відбувся 3 травня 1978 року у Парижі за участю фіналіста Кубка Бельгії 1976/77 «Андерлехта» та володаря Кубка Австрії 1976/77 «Аустрії» з Відня. Гра завершилася перемогою бельгійців з рахунком 4-0, які здобули свій другий титул володарів Кубка володарів кубків.

## Шлях до фіналу
| Андерлехт         | Андерлехт | Андерлехт       | Андерлехт      | 1977/78      | Аустрія            | Аустрія      | Аустрія         | Аустрія            |
| ----------------- | --------- | --------------- | -------------- | ------------ | ------------------ | ------------ | --------------- | ------------------ |
| Суперник          | Результат | Перший матч     | Повторний матч | Раунд        | Суперник           | Результат    | Перший матч     | Повторний матч     |
| Локомотив (Софія) | 8–1       | 6–1 (на виїзді) | 2–0 (вдома)    | Перший раунд | Кардіфф Сіті       | 1–0          | 1–0 (на виїзді) | 0–0 (вдома)        |
| Гамбург           | 3–2       | 2–1 (на виїзді) | 1–1 (вдома)    | Другий раунд | Локомотив (Кошице) | 1–1 (ч)      | 0–0 (вдома)     | 1–1 (на виїзді)    |
| Порту             | 3–1       | 0–1 (на виїзді) | 3–0 (вдома)    | 1/4 фіналу   | Хайдук (Спліт)     | 2–2 пен. 3–0 | 1–1 (вдома)     | 1–1 дч (на виїзді) |
| Твенте            | 3–0       | 1–0 (на виїзді) | 2–0 (вдома)    | 1/2 фіналу   | Аустрія (Відень)   | 3–3 пен. 5–4 | 1–2 (на виїзді) | 2–1 дч (вдома)     |

## Деталі
| 3 травня 1978 |

| Андерлехт                               | 4:0      | Аустрія (Відень) |
| --------------------------------------- | -------- | ---------------- |
| Ренсенбрінк 13', 44' ван Бінст 45', 82' | Протокол |                  |

| Парк де Пренс, Париж Глядачів: 48 679 Арбітр: Хайнц Алдінгер |

| Андерлехт | Аустрія |

| В                |  | Ніко де Брее          |    |     |
| З                |  | Жілберт Ван Бінст     |    |     |
| З                |  | Уго Броос             |    |     |
| З                |  | Джонні Дюсбаба        |    |     |
| З                |  | Жан Тіссен            | ЖК |     |
| ПЗ               |  | Франк Веркаутерен     |    | 87' |
| ПЗ               |  | Арі Ган               |    |     |
| ПЗ               |  | Лудо Кук              |    |     |
| Н                |  | Франсуа ван дер Ельст |    |     |
| Н                |  | Бенні Нільсен         |    |     |
| Н                |  | Роб Ренсенбрінк (к)   |    |     |
| Запасні:         |  |                       |    |     |
| ПЗ               |  | Жан Докс              |    | 87' |
| Головний тренер: |  |                       |    |     |
| Раймон Гуталс    |  |                       |    |     |

| В                |  | Губерт Баумгартнер |     |     |
| З                |  | Роберт Зара        | (к) |     |
| З                |  | Ерік Обермаєр      |     |     |
| З                |  | Ернст Баумайстер   |     |     |
| З                |  | Йозеф Зара         |     |     |
| ПЗ               |  | Карл Даксбахер     |     | 60' |
| ПЗ               |  | Фелікс Засселіх    |     |     |
| ПЗ               |  | Герберт Прогазка   |     |     |
| Н                |  | Ганс Піркнер       |     |     |
| Н                |  | Хуліо Моралес      |     | 74' |
| Н                |  | Томас Парітс       |     |     |
| Запасні:         |  |                    |     |     |
| ПЗ               |  | Альберто Мартінес  |     | 60' |
| Н                |  | Фрідріх Дражен     |     | 74' |
| Головний тренер: |  |                    |     |     |
| Германн Штессль  |  |                    |     |     |